# Adenaria
Adenaria é um género botânico pertencente à família Lythraceae.

## Espécies
- Adenaria floribunda Kunth
- Adenaria griseleoides
- Adenaria parviflora
- Adenaria parvifolia